# Баскетболист года среди студентов по версии NABC
Баскетболист года среди студентов по версии NABC (англ. NABC Player of the Year) — это ежегодная баскетбольная награда, вручаемая лучшему баскетболисту среди студентов по результатам голосования. Эта награда была учреждена национальной ассоциацией баскетбольных тренеров (НАБТ) (англ. National Association of Basketball Coaches (NABC)) и впервые была вручена Дэвиду Томпсону из университета штата Северная Каролина в сезоне 1974/75 годов в I дивизионе национальной ассоциации студенческого спорта (NCAA). А с сезона 1982/83 годов также стала присуждаться и лучшему баскетболисту среди студентов во II и III дивизионах NCAA. Спонсором премии является американская группа компаний State Farm Insurance.
Всего лишь два игрока, Ральф Сэмпсон и Джей Уильямс, получали эту награду по два раза, и лишь Кевин Дюрант и Зайон Уильямсон становились лауреатами премии, будучи первокурсниками. Три раза обладателями этой премии становились по два игрока (2002, 2004 и 2006). Чаще других обладателями данной награды становились баскетболисты университета Дьюка (6 раз). Действующим обладателем награды является Зайон Уильямсон из университета Дьюка.

## Легенда
|           | Сообладатели награды           |
| *         | Избраны в Зал славы баскетбола |
| Игрок (X) | Количество титулов             |

## Победители первого дивизиона
| Сезон   | Игрок              | Фото | Университет                                | Позиция                                     | Год обучения |
| ------- | ------------------ | ---- | ------------------------------------------ | ------------------------------------------- | ------------ |
| 1974/75 | Дэвид Томпсон*     |      | Университет штата Северная Каролина        | Атакующий защитник / Лёгкий форвард         | Четвёртый    |
| 1975/76 | Скотт Мэй          |      | Индианский университет в Блумингтоне       | Форвард                                     | Четвёртый    |
| 1976/77 | Маркес Джонсон     |      | Калифорнийский университет в Лос-Анджелесе | Защитник / Форвард                          | Четвёртый    |
| 1977/78 | Фил Форд           |      | Университет Северной Каролины в Чапел-Хилл | Разыгрывающий защитник                      | Четвёртый    |
| 1978/79 | Ларри Бёрд*        |      | Университет штата Индиана                  | Лёгкий форвард                              | Четвёртый    |
| 1979/80 | Майкл Брукс        |      | Университет Ла Салля                       | Лёгкий форвард / Тяжёлый форвард            | Четвёртый    |
| 1980/81 | Дэнни Эйндж        |      | Университет Бригама Янга                   | Атакующий защитник                          | Четвёртый    |
| 1981/82 | Ральф Сэмпсон*     |      | Виргинский университет                     | Центровой                                   | Третий       |
| 1982/83 | Ральф Сэмпсон* (2) |      | Виргинский университет                     | Центровой                                   | Четвёртый    |
| 1983/84 | Майкл Джордан*     |      | Университет Северной Каролины в Чапел-Хилл | Атакующий защитник                          | Третий       |
| 1984/85 | Патрик Юинг*       |      | Джорджтаунский университет                 | Центровой                                   | Четвёртый    |
| 1985/86 | Уолтер Берри       |      | Университет Сент-Джонс                     | Тяжёлый форвард                             | Четвёртый    |
| 1986/87 | Дэвид Робинсон*    |      | Военно-морская академия США                | Центровой                                   | Четвёртый    |
| 1987/88 | Дэнни Мэннинг      |      | Канзасский университет                     | Тяжёлый форвард                             | Четвёртый    |
| 1988/89 | Шон Эллиотт        |      | Аризонский университет                     | Лёгкий форвард                              | Четвёртый    |
| 1989/90 | Лайонел Симмонс    |      | Университет Ла Салля                       | Лёгкий форвард                              | Четвёртый    |
| 1990/91 | Ларри Джонсон      |      | Невадский университет в Лас-Вегасе         | Лёгкий форвард / Тяжёлый форвард            | Четвёртый    |
| 1991/92 | Кристиан Леттнер   |      | Университет Дьюка                          | Тяжёлый форвард / Центровой                 | Четвёртый    |
| 1992/93 | Калберт Чини       |      | Индианский университет в Блумингтоне       | Лёгкий форвард                              | Четвёртый    |
| 1993/94 | Гленн Робинсон     |      | Университет Пердью                         | Лёгкий форвард / Тяжёлый форвард            | Второй       |
| 1994/95 | Шон Респерт        |      | Университет штата Мичиган                  | Атакующий защитник                          | Четвёртый    |
| 1995/96 | Маркус Кэмби       |      | Университет Массачусетса                   | Центровой                                   | Третий       |
| 1996/97 | Тим Данкан         |      | Университет Уэйк-Форест                    | Тяжёлый форвард / Центровой                 | Четвёртый    |
| 1997/98 | Антуан Джеймисон   |      | Университет Северной Каролины в Чапел-Хилл | Лёгкий форвард / Тяжёлый форвард            | Третий       |
| 1998/99 | Элтон Брэнд        |      | Университет Дьюка                          | Тяжёлый форвард / Центровой                 | Второй       |
| 1999/00 | Кеньон Мартин      |      | Университет Цинциннати                     | Тяжёлый форвард                             | Четвёртый    |
| 2000/01 | Джей Уильямс       |      | Университет Дьюка                          | Разыгрывающий защитник                      | Второй       |
| 2001/02 | Дрю Гуден          |      | Канзасский университет                     | Тяжёлый форвард / Центровой                 | Третий       |
| 2001/02 | Джей Уильямс (2)   |      | Университет Дьюка                          | Разыгрывающий защитник                      | Третий       |
| 2002/03 | Ник Коллисон       |      | Канзасский университет                     | Тяжёлый форвард / Центровой                 | Четвёртый    |
| 2003/04 | Джамир Нельсон     |      | Университет Сент-Джозефс                   | Разыгрывающий защитник                      | Четвёртый    |
| 2003/04 | Эмека Окафор       |      | Коннектикутский университет                | Центровой / Тяжёлый форвард                 | Третий       |
| 2004/05 | Эндрю Богут        |      | Университет Юты                            | Центровой                                   | Второй       |
| 2005/06 | Адам Моррисон      |      | Университет Гонзага                        | Лёгкий форвард / Тяжёлый форвард            | Третий       |
| 2005/06 | Джей Джей Редик    |      | Университет Дьюка                          | Атакующий защитник                          | Четвёртый    |
| 2006/07 | Кевин Дюрант       |      | Техасский университет в Остине             | Лёгкий форвард                              | Первый       |
| 2007/08 | Тайлер Хэнсбро     |      | Университет Северной Каролины в Чапел-Хилл | Тяжёлый форвард                             | Третий       |
| 2008/09 | Блэйк Гриффин      |      | Университет Оклахомы                       | Тяжёлый форвард                             | Второй       |
| 2009/10 | Эван Тёрнер        |      | Университет штата Огайо                    | Атакующий защитник / Лёгкий форвард         | Третий       |
| 2010/11 | Джиммер Фредетт    |      | Университет Бригама Янга                   | Разыгрывающий защитник / Атакующий защитник | Четвёртый    |
| 2011/12 | Дрэймонд Грин      |      | Университет штата Мичиган                  | Лёгкий форвард                              | Четвёртый    |
| 2012/13 | Трей Бёрк          |      | Мичиганский университет                    | Разыгрывающий защитник                      | Второй       |
| 2013/14 | Дуг Макдермотт     |      | Университет Крейтона                       | Лёгкий форвард                              | Четвёртый    |
| 2014/15 | Фрэнк Камински     |      | Висконсинский университет в Мадисоне       | Тяжёлый форвард                             | Четвёртый    |
| 2015/16 | Дензел Валентайн   |      | Университет штата Мичиган                  | Атакующий защитник                          | Четвёртый    |
| 2016/17 | Фрэнк Мейсон       |      | Канзасский университет                     | Разыгрывающий защитник                      | Четвёртый    |
| 2017/18 | Джейлен Брансон    |      | Университет Вилланова                      | Разыгрывающий защитник                      | Третий       |
| 2018/19 | Зайон Уильямсон    |      | Университет Дьюка                          | Лёгкий форвард / Тяжёлый форвард            | Первый       |